# Panti (Sarolangun)
Panti is een bestuurslaag in het regentschap Sarolangun van de provincie Jambi, Indonesië. Panti telt 1440 inwoners (volkstelling 2010).